# Sonate champêtre
Ne doit pas être confondu avec Le Concert champêtre ou Concert champêtre.
La Sonate champêtre de Germaine Tailleferre est une œuvre de musique de chambre pour hautbois, clarinette, basson et piano composée en 1972. Cette œuvre a été publiée en 2003 par l'éditeur français Musik Fabrik. Elle est dédiée au collègue et ami de la compositrice Henri Sauguet, qui avait arrangé pour Tailleferre un séjour d'un mois au château du Rondon à Olivet, qui appartenait à la Société des auteurs et compositeurs dramatiques, qu'il présidait.

## Genèse et création
Cette œuvre est créé à Paris le 12 mars 1976 par l'Ensemble Germaine-Tailleferre. L'auteur est au piano, Laurent Hacquard au hautbois, Louis-Vincent Bruère à la clarinette et Luc Berrichon au basson. Une version pour violon (ou hautbois), alto, violoncelle et piano a été jouée par l'ensemble Ambache en 2005.
Selon le biographe Georges Hacquard, « L'accueil, comme il se devait, fut triomphal et Germaine, entourée de ses tout jeunes interprètes, eut droit, non sans attendrissement, aux embrassades reconnaissantes du vieux copain Sauguet ».

## Structure et analyse

### Structure
Composée en trois mouvements, l'exécution de la sonate dure environ douze minutes.
1. Allegro Moderato
2. Andantino
3. Allegro Vivace : Gaiement

### Analyse
Les premier et deuxième mouvements reprennent des thèmes de l'opéra comique de Tailleferre Il était un petit navire (1951).